# Австро-баварски диалекти
Австро-баварските диалекти (на немски: Boarisch или Bairisch) са група от близки помежду си горнонемски местни варианти на немския език, разпространени предимно в Австрия и германската провинция Бавария и Южен Тирол в Италия. Преди 1945 г. баварските диалекти са били разпространени в части от Чехия и Западна Унгария.
Тази група диалекти е класифицирана като отделен език (отделен и независим) от кодификация ISO 693-3.

## История
Допълнителна информация: Горнонемски диалекти и Немски диалекти
Баварите като група се сформират през ранния средновековен период като населението на Херцогство Бавария, формирайки югоизточната част на Кралство Германия. Старогорногерманските документи от баварския регион са идентифицирани като старобаварски (Altbairisch).
Диалектното разделяне на горнонемски в източногорнонемски (баварски) и западногорнонемски (алемански) става по-осезаемо в Средногерманския период, от около XII век.

## Географско разпределение и диалекти
- В Бавария езикът се говори в Горна Бавария, Долна Бавария и Горен Пфалц;
- В Австрия, с изключение на Форарлберг и Ройте;
- В Италия в Южен Тирол и няколко лингвистични анклави в Северна Италия;
- В Швейцария се говори в село Замнаум, Граубюнден;
- В Шопрон, Унгария и околностите

## Примери на баварски и австрийски
| Австрийски      | Is Bairische is a Grubbn vô Dialektn im Sü(i)dn vôm daitschn Språchraum.         |
| Баварски        | S' Boarische is a Grubbm vo Dialekt im Sidn vom daitschn Språchraum.             |
| Книжовен немски | Das Bairische ist eine Gruppe von Dialekten im Süden des deutschen Sprachraumes. |
| Български       | Баварският е група от диалекти на юг в немския шпрахраум.                        |

| Австрийски      | Serwas*/Zers/D'Ehrè/Griaß Di/Grüß Gott, i bî da Pèda und kumm/kimm vô Minga/Minchn. |
| Баварски        | Serwus/Habèderè/Griaß Di/Grüß Gott, i bin/bî da Pèda und kumm/kimm vo Minga.        |
| Книжовен немски | Hallo/Servus/Grüß dich, ich heiße Peter und ich komme aus München.                  |
| Български       | Здравейте, казвам се Петер и съм от Мюнхен.                                         |

| Австрийски      | D'Lisa/'s-Liasl håd se an Hàxn brochn/brocha. |
| Баварски        | D'Lisa/As Liasal håd se an Hàxn/Hàx brocha.   |
| Книжовен немски | Lisa hat sich das Bein gebrochen.             |
| Български       | Лиза си счупи крака.                          |